# (589683) 2010 RF43
(589683) 2010 RF43 – planetoida z grupy obiektów transneptunowych.
Obiekt krąży wokół Słońca po odległej orbicie. Planetoida ta nie ma jeszcze własnej nazwy, a jedynie oznaczenie prowizoryczne i stały numer.

## Orbita
Orbita (589683) 2010 RF43 jest nachylona pod kątem prawie 30,6° do ekliptyki, mimośród jej orbity to ok. 0,244. Planetoida przeszła przez peryhelium swojej orbity w 1924 roku. Okres obiegu wokół Słońca wynosi ok. 347 lat.

## Charakterystyka fizyczna
Niewiele jak dotąd wiadomo o tym odległym obiekcie. Duża absolutna wielkość gwiazdowa, wynosząca ok. 3,82m, kwalifikuje go do grupy kandydatów na planety karłowate. Średnica planetoidy (589683) 2010 RF43 na podstawie jej jasności szacowana jest na ok. 637 km, co czyni ją jedną z większych odkrytych planetoid transneptunowych.